# Logaško polje
Logaško polje je kraško polje v okolici naselja Logatec. Leži na nadmorski višini med 470 in 490 m ter obsega okrog 6 km² pretežno travnatih površin. Po njem teče in ponikne potok Logaščica, ki zbira okoliške vode. Polje je bilo v preteklosti pogosto poplavljeno, zato je bilo meliorirano. Severni del Logaškega polja se imenuje Pusto polje, po njem poteka regionalna cesta v smeri Logatec-Vrhnika, ki je speljana skozi lipov, t. i. Napoleonov drevored. Ob jugovzhodnem robu poteka avtocesta A1, Ljubljana-Koper. 